# Großbach (Isel)
Der Großbach ist ein Bach in der Gemeinde Prägraten am Großvenediger (Bezirk Lienz). Der Großbach entspringt nördlich der Bachlenke und mündet östlich der Umbalfälle in die Isel.

## Verlauf
Der Großbach entspringt in mehreren Quellarmen zwischen Kleinbachkopf, Gösleswand, Bachlenkenkopf, Graue Wand und Reichenberger Spitze. Ein Quellarm ist gleichzeitig der Abfluss des Göslessees. Der Großbach fließt in nördlicher Richtung durch das Großbachtal, nimmt linksseitig den Rasbach auf und fließt in der Folge an Großbachalm und Stürmitzalm vorbei. Im Unterlauf stürzt der Großbach steil über den Großbachfall ins Virgental ab und mündet unterhalb der Umbalfälle rechtsseitig in die Isel.